# Брога, Линас
Ли́нас Бро́га (лит. Linas Broga; 10 мая 1925, Пачяуне Зарасайского района — 16 июня 2005, Вильнюс) — литовский поэт, переводчик; инженер.

## Биография
Вырос в семье крестьянина. В 1951 году окончил факультет гидротехники Каунасского политехнического института (ныне Каунасский технологический университет). Работал инженером, преподавая в Вильнюсском инженерно-строительном институте. В свободное время занимался литературой. Выйдя на пенсию, с 1984 года занимался литературным трудом. Жил в Вильнюсе, в летнюю пору — в Пашекште. Увлекался садоводством и путешествиями. Похоронен на Дусетском кладбище (Зарасайский район).

## Творчество
Линас Брога печатался в периодических изданиях, альманахах, книгах с 1968 года. Состоял членом Союза писателей Литвы. Писал стихи в традиционной манере. Опубликовал несколько статей на темы литературы и перевода, написал воспоминания. Наиболее ценными из его мемуаров Броги являются воспоминания об актрисе и режиссёре Уне Бабицкайте-Грайчюнене. Сохранил оставшиеся после её смерти документы, ценные предметы искусства, картины и передал их в дар Музею театра, музыки и кино Литвы в Вильнюсе. Составил и подготовил к печати большую книгу об Уне Бабицкайте-Грайчюнене, в которую вошли воспоминания, дневник, письма (2001).
В переводах на литовский язык Линаса Броги изданы все стихотворения Юргиса Балтрушайтиса, написанные на русском языке. Переводил также восточную поэзию — избранную лирику Низами и поэму «Лейли и Меджнун» (1985), стихи Омара Хайяма, Гафиза, Хагани Ширвани, Кемине, Махтумкули, Вазеха.

## Издания
- Jurgis Baltrušaitis. Žemės laiptai. Kalnų takas: elegijos, giesmės, poemos. Vertė L. Broga. Vilnius: Vaga, 1973. 279 p.
- Nizami Gandževi. Leili ir Medžnūnas. Vilnius: Vaga, 1985. 279 p.
- Jurgis Baltrušaitis. Lelija ir pjautuvas: poezija. Iš rusų k. vertė L. Broga. Vilnius: Vaga, 1997. 311 p.
- Unė Babickaitė-Graičiūnienė. Atsiminimai, dienoraštis, laiškai. Sudarytojas Linas Broga. Vilnius: Scena, 2001. 359, 1 p., 24 iliustr. lap. Tiražas 700 egz. ISBN 9986-412-17-X